# Castillo de Krujë
El castillo de Krujë (en albanés: Kalaja e Krujës) es un castillo en la ciudad de Krujë y testigo principal de la batalla de Skanderbeg contra el imperio otomano. El castillo alberga el Teqe de Dollme de los Bektashi (una secta Sufi islámica), el Museo Nactional de Skanderbeg, los restos de la mezquita Fatih Sultan Mehmet y su minarete, un museo etnográfico y un baño turco.

## Historia
Durante la revuelta albanesa de 1432-1436 la ciudad fue asediada por Andrea Thopia, pero el castillo resistió tres asaltos de los turcos con un ejército de no más de 3.000 hombres. El propio Mehmed II "El Conquistador" no consiguió romper la defensa del castillo.
Hoy, el castillo, es un centro turístico de Albania, y una fuente de inspiración para el pueblo albanés. El castillo está situado a una altura de 557 m.

## Legado
El castillo está ilustrado en el dorso de los billetes de 1000 leks impresos entre 1992-1996, así como el de 5000 leks que se imprime desde 1996.

## Galería de imágenes

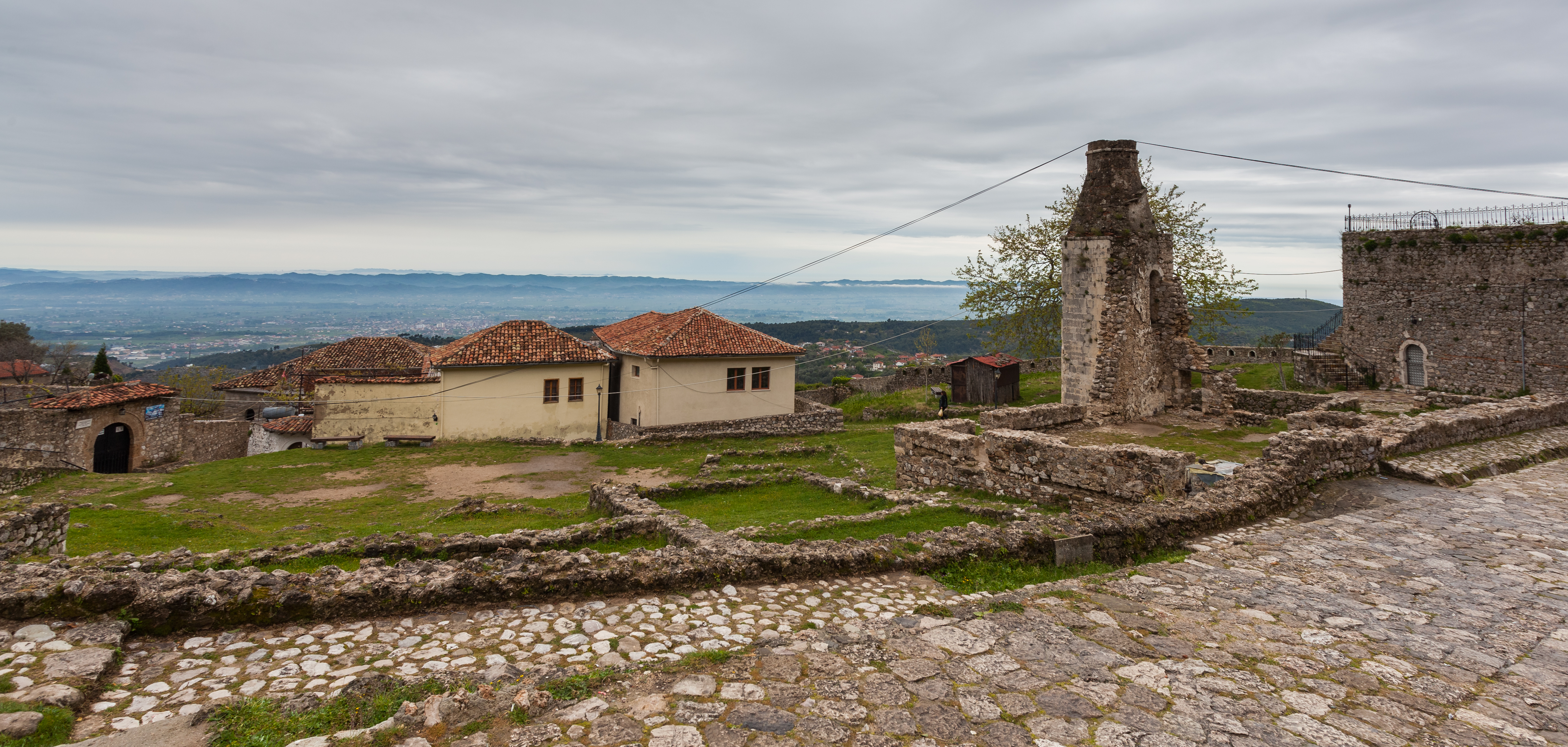
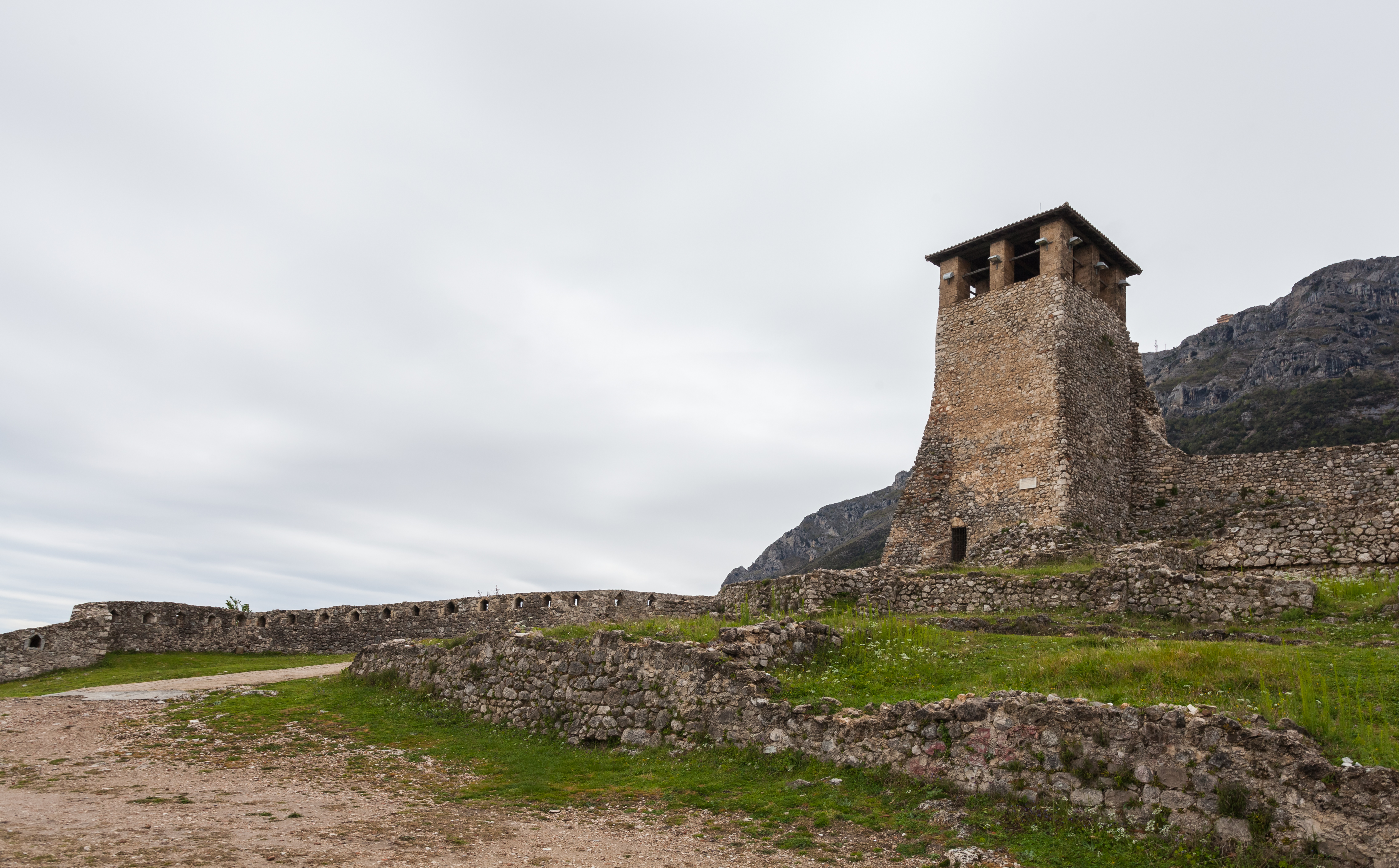
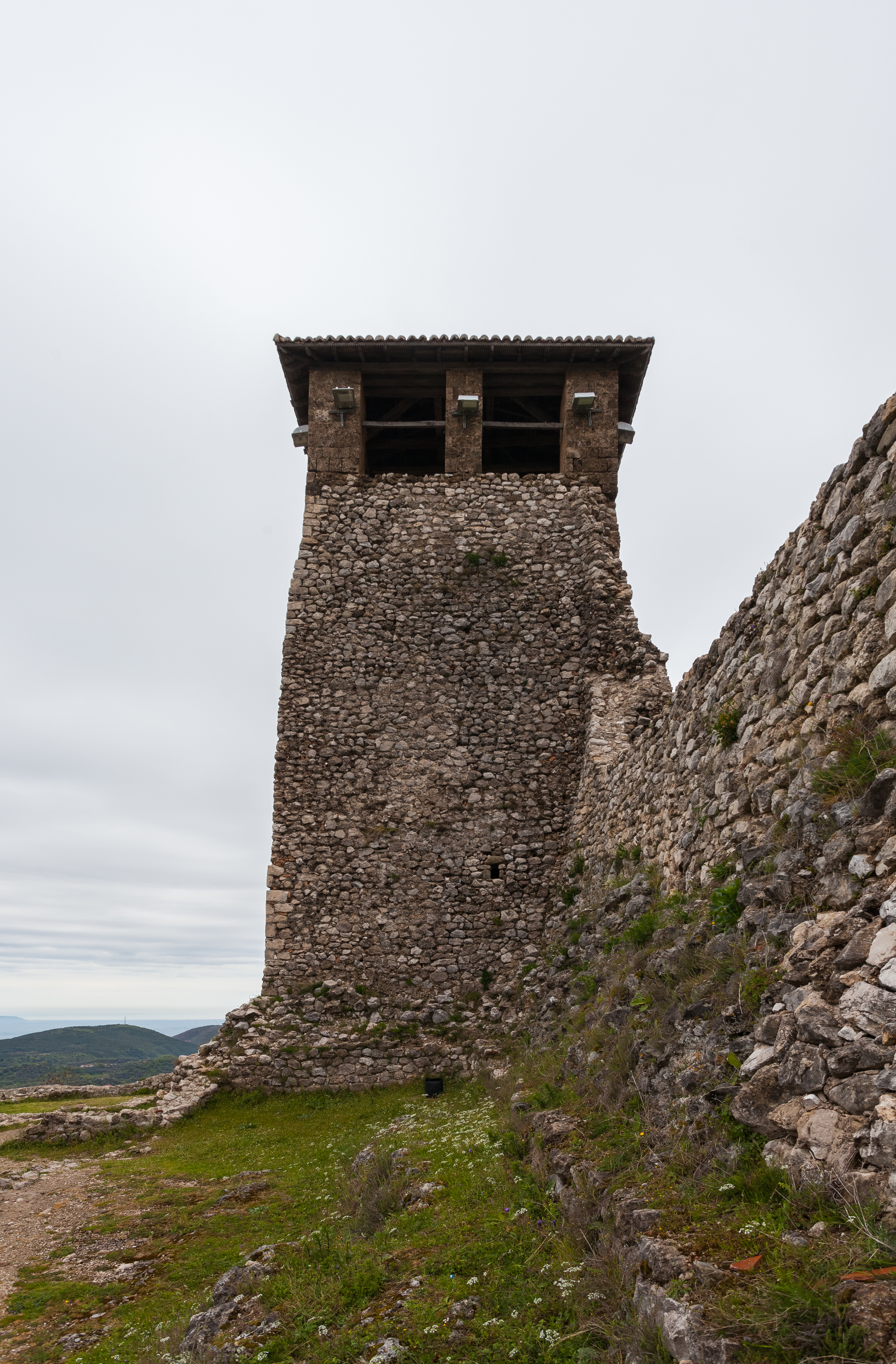
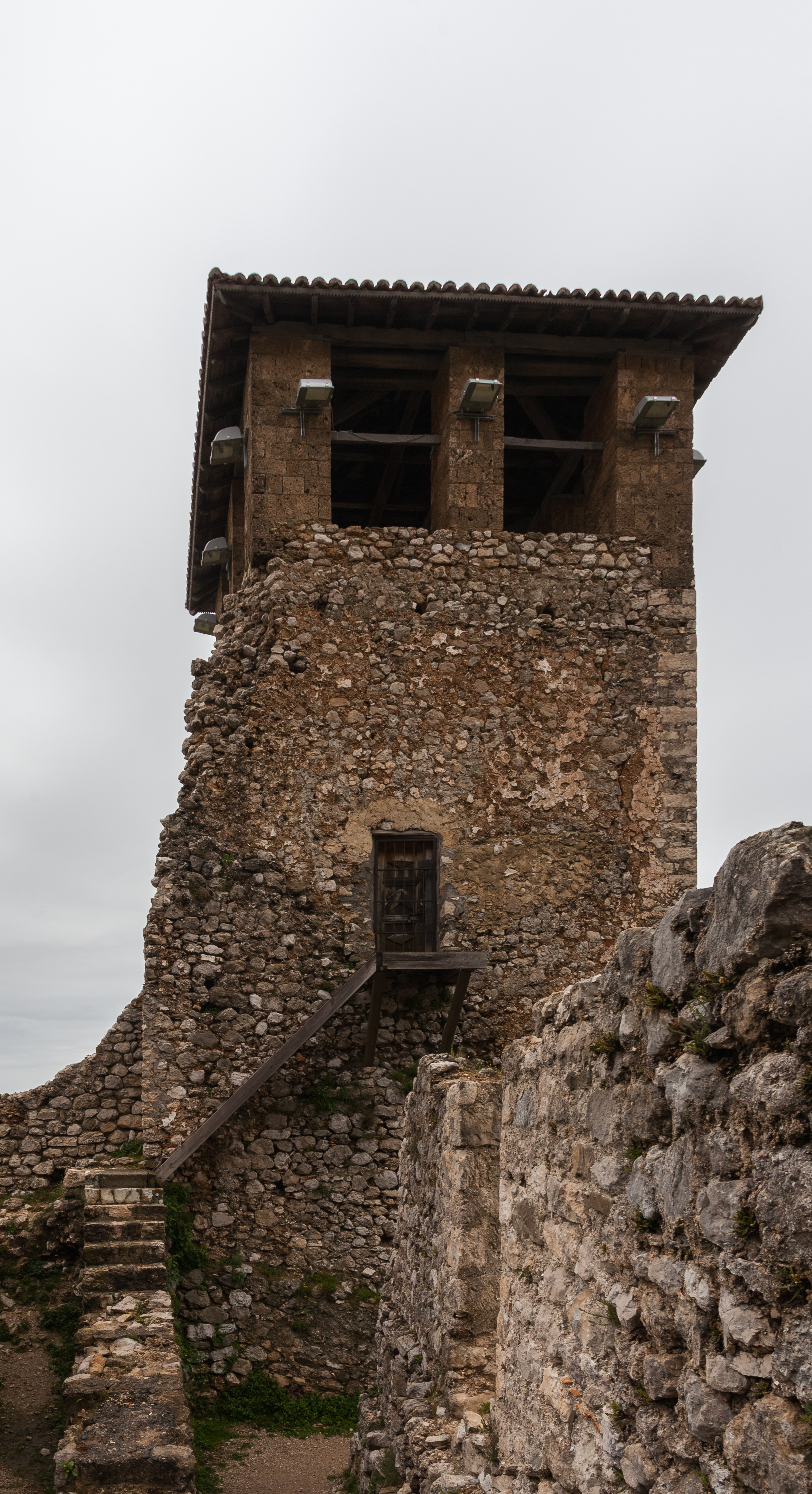
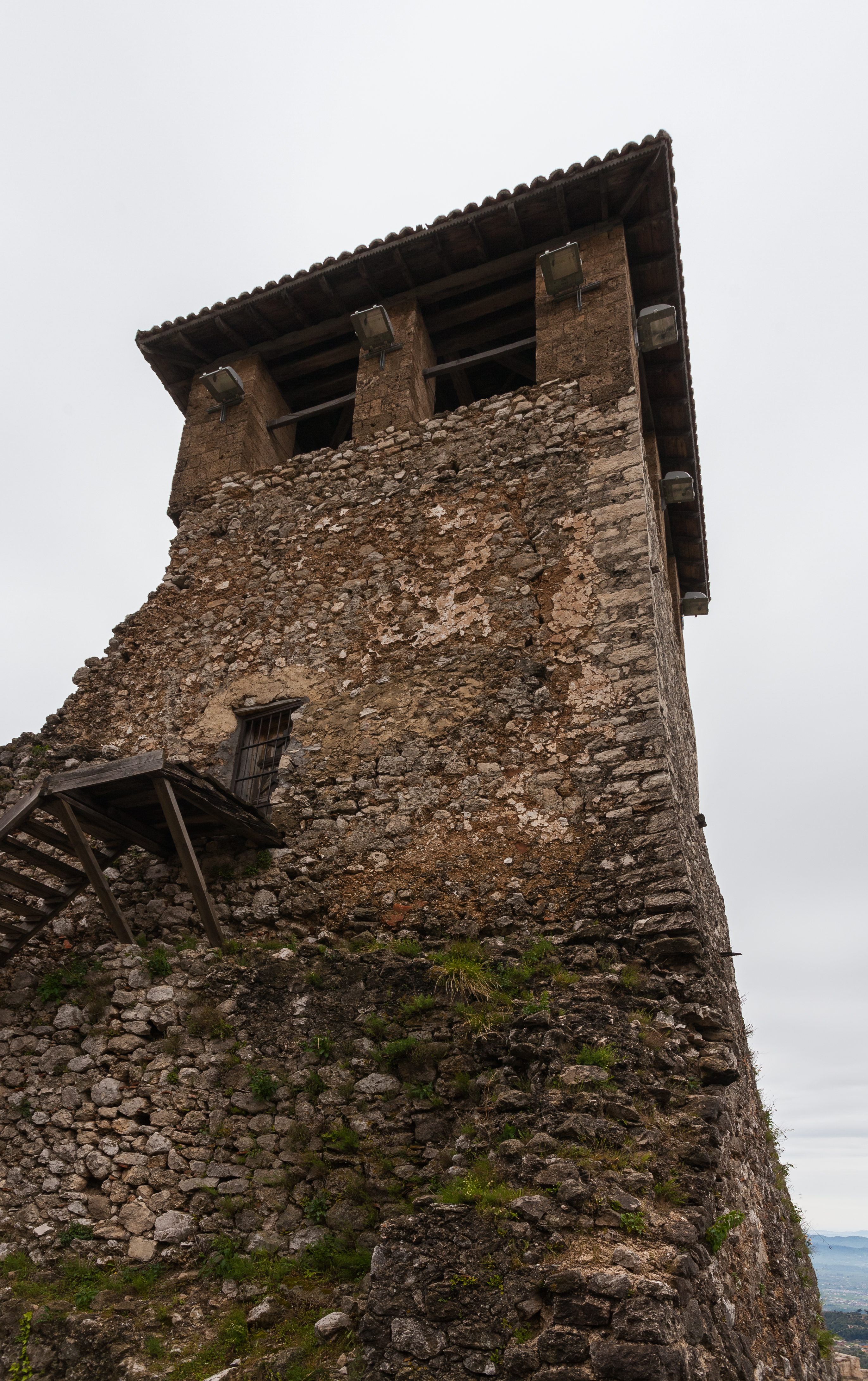
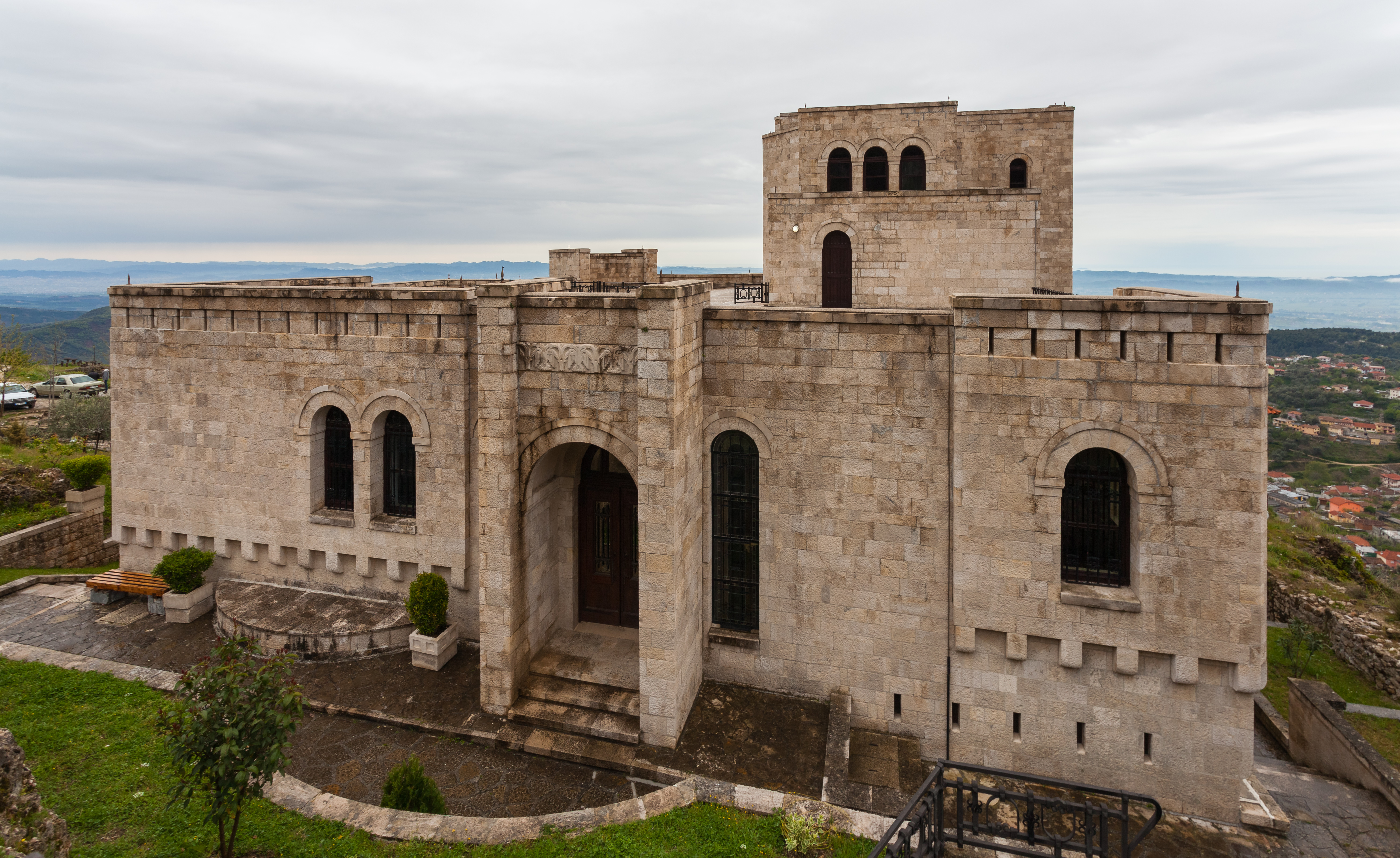
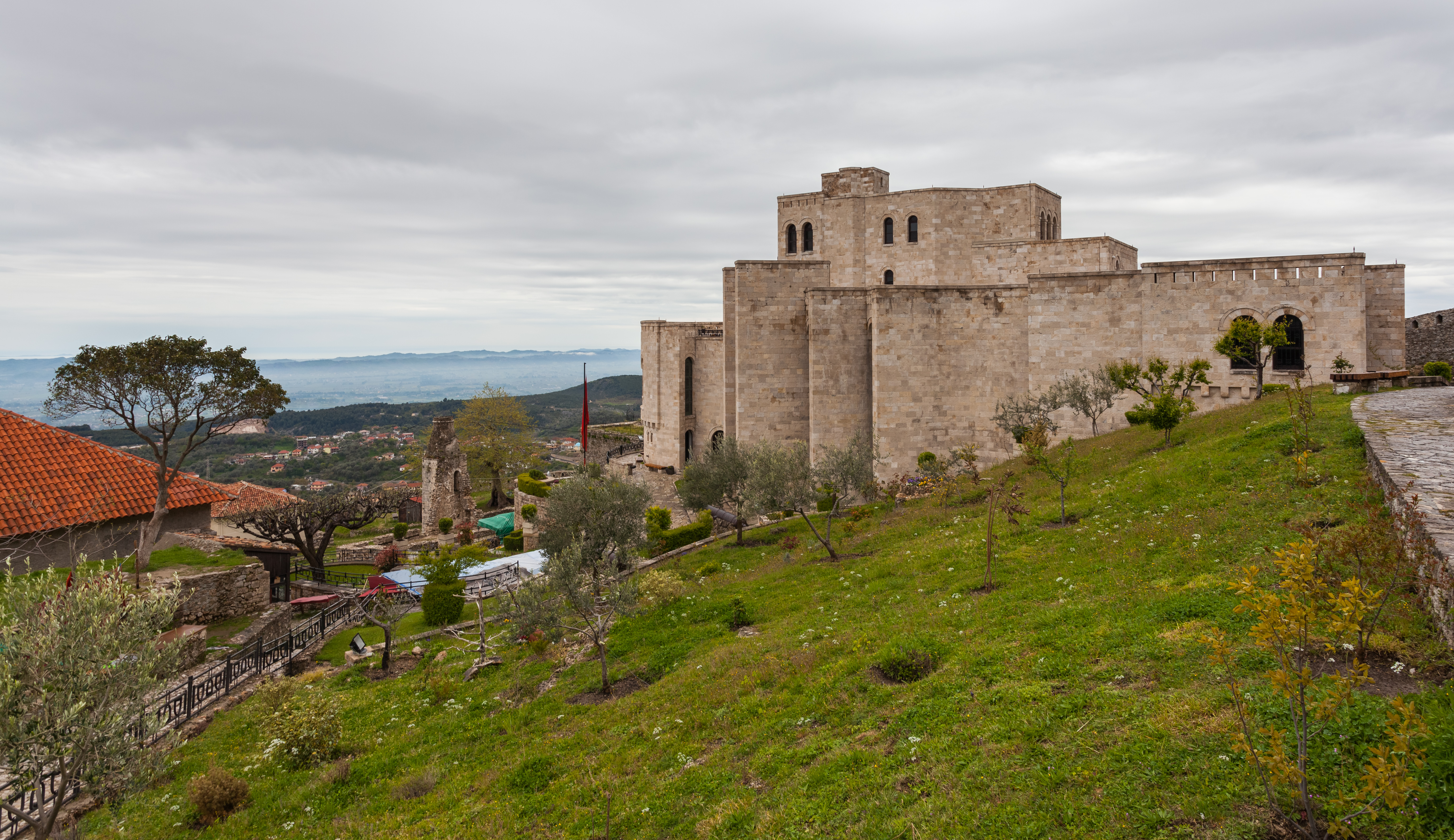
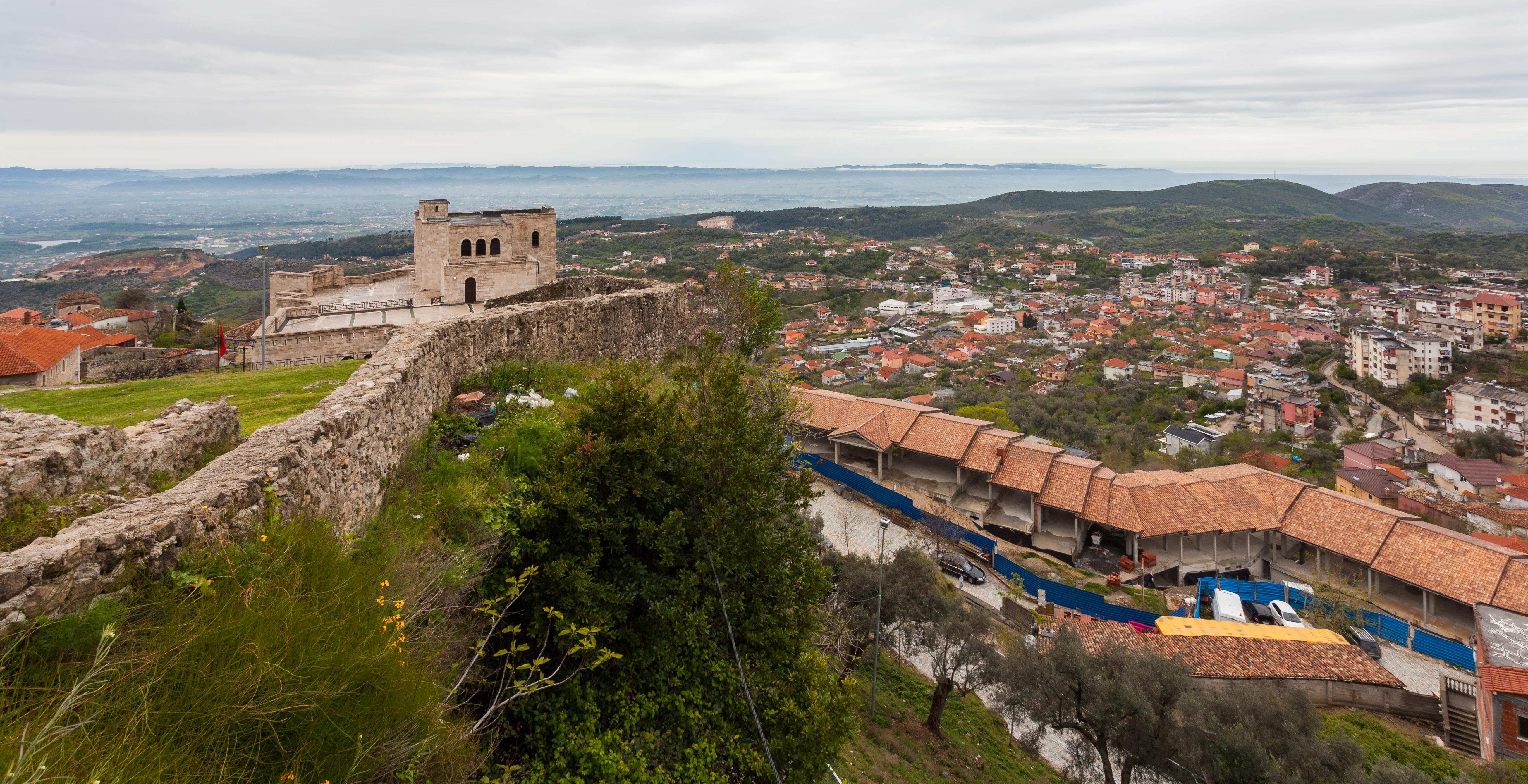
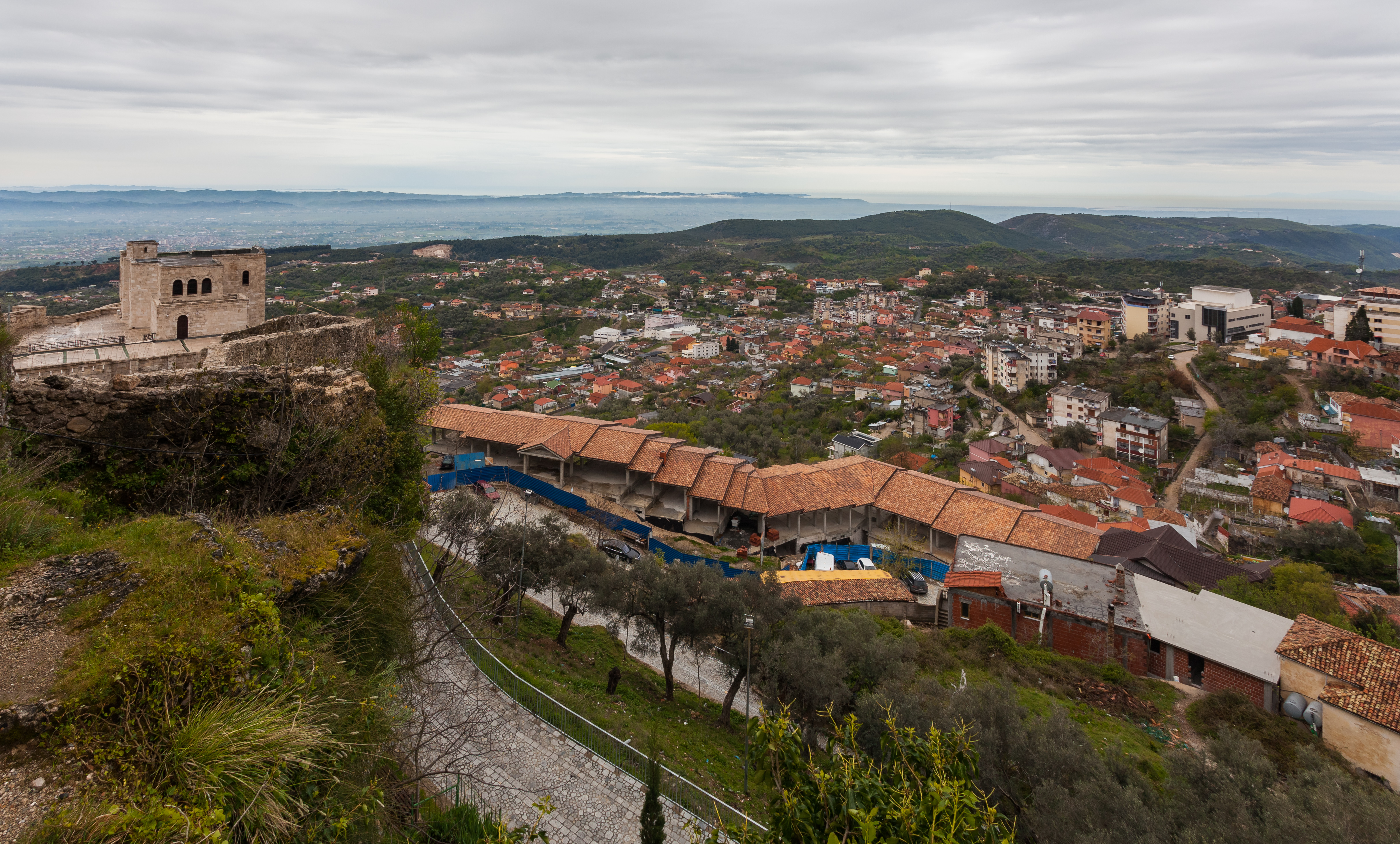